# It’s Only A Paper Moon
Az It’s Only A Paper Moon – dzsessz-sztenderd; egy 1932-es „The Great Magoo” című musical dala, amelynek Harold Arlen (zene), Yip Harburg és Billy Rose (dalszöveg) a szerzői.

## Híres felvételek
- Chet Baker
- Art Blakey
- Dion and the Belmonts(wd)
- Nat King Cole
- Natalie Cole – Unforgettable… with Love (1991)
- Sammy Davis Jr. (The Nat King Cole Songbook; 1965)
- Richie Kaye
- Perry Como
- Bing Crosby + Rosemary Clooney
- Miles Davis
- Ella Fitzgerald
- Benny Goodman
- Stéphane Grappelli
- Lionel Hampton
- Paul McCartney (Kisses on the Bottom; 2012)
- Oscar Peterson
- John Pizzarelli: Dear Mr. Cole (1994)
- Django Reinhardt
- Frank Sinatra
- Mel Tormé (1957)
- Paul Whiteman Orchestra
- Cyrille Aimée
- Elizabeth Shepherd
- China Moses

## Film
- A dal hallható a Paper Moon (Papírhold) című 1973-ban bemutatott filmben: r.: Peter Bogdanovich, op.: Kovács László.